# Norimberská loutka
Norimberská loutka (ve francouzském originále La Poupée de Nuremberg, překládáno též Norimberská panenka nebo jen Panenka) je komická opera (opéra comique) o jednom jednání francouzského skladatele Adolpha-Charlese Adama na libreto Adolpha de Leuvena (pseudonym hraběte Adolpha Ribbinga, 1800-1884) a Victora-Arthura Rousseaua de Beauplan (1823-1890) z roku 1851. Poprvé byla uvedena v pařížském Théâtre de l'Opéra-National dne 19. března 1852.

## Vznik díla
Adolphe Adam složil operu Norimberská loutka ve 49 letech v polovině svého nejplodnějšího období - let 1848 až 1853 - kdy byl nucen produkovat řadu děl za sebou, aby splatil dluhy spojené s úpadkem jím založeného Národního divadla (Théâtre-National). Dvojice libretistů - osvědčený Adamův spolupracovník de Leuven a nováček de Beauplan - vycházela z námětu povídky Pískoun (orig. Der Sandmann) E. T. A. Hoffmanna. Z původní melancholické, fantaskní až hororové atmosféry povídky však nezůstalo uchováno nic než racionalizovaný námět oživlé loutky zasazený do komického až fraškovitého děje. Byla to první opera, kterou skladatel uvedl v divadle "Opéra-National", jemuž postoupil licenci na své zkrachovalé "Théâtre-National". Brzy po premiéře byl název divadla změněn na "Théâtre-Lyrique", jehož nástupcem je od roku 1862 Théâtre du Châtelet.
Norimberská loutka měla značný úspěch ve Francii (na sto představení jen v pařížském Théâtre-Lyrique), v Německu (berlínské představení se konalo již v roce francouzské premiéry) i v jiných státech. V českých zemích ji poprvé uvedlo Nové německé divadlo v Praze dne 25. října 1894. Po 1. světové válce byla uváděna jen sporadicky v menších divadlech, mj. v Brně roku 1936 (premiéra 24. 1. pod názvem Panenka), což byla rovněž její premiéra v českém jazyce.
Opera Norimberská loutka má předehru a 11 zpěvních čísel proložených mluvenými dialogy. Představení trvá asi hodinu.

## Osoby a první obsazení
| osoba                              | hlasový obor | premiéra (19.3.1852)     |
| ---------------------------------- | ------------ | ------------------------ |
| Kornelius, majitel dílny na hračky | bas          | Honoré Grignon           |
| Benjamin, Corneliův syn            | tenor        | Horace Menjaud           |
| Jindřich, Corneliův synovec        | baryton      | Auguste-Alphonse Meillet |
| Berta, švadlena                    | soprán       | Louise Rouvroy           |
| Dirigent: Alphonse Varney          |              |                          |

## Děj opery
Děj se odehrává v 19. století v Norimberku.
Kornelius, majitel dílny na výrobu hraček, má nepříliš bystrého, zato však hýčkaného syna Benjamina a vedle toho vtipného a pohledného synovce Jindřicha, který vykonává veškerou práci, a přesto s ním strýc není nikdy spokojen.
Protože Kornelius nemohl najít pro svého syna vhodnou nevěstu, rozhodl se, že mu nejctnostnější a nejkrásnější ženu na světě obstará sám. Vyrobil tedy loutku v životní velikosti, oblékl ji do lidských šatů a za vhodné příležitosti jí hodlá vdechnout život, a to za pomoci Mefista přivolaného zaříkávací formulí ze staré knihy doktora Fausta - jakmile se mu ji ovšem podaří rozklíčovat.
Děj začíná typickou situací v Korneliově domě: zatímco Jindřich má jít po celodenní námaze spát bez večeře, Kornelius a Benjamin odcházejí na maškarní ples. Jindřich však hodlá jejich nepřítomnosti využít k dostaveníčku s Bertou. Berta příležitosti sice ráda využije, ještě raději by však šla na ples - kdyby si mohla dovolit hezký kostým. Jindřicha napadne, že takový kostým má - zcela bez užitku - Korneliova loutka a Berta by jej mohla velmi dobře využít. Sám má připraven kostým Mefista.
Když jsou však na odchodu, Kornelius a Benjamin se nečekaně vracejí. Je totiž téměř půlnoc a právě začala bouře, což jsou nejvhodnější okolnosti pro oživení loutky. Překvapení milenci se musí rychle schovat: Berta zaujme polohu loutky a Jindřichovi nezbývá, než se ukrýt do širokého komína nad krbem.
Tento úkryt nebyl zvolen nejšťastněji. Benjamin se pokouší v rámci oživovací procedury rozdmýchat v krbu oheň a Jindřich se musí zachránit a prozradit tím, že seskočí do ohniště. Mefistovský kostým a rozvíření jisker a sazí zapůsobí impozantním dojmem. Zaříkání má další úspěch: loutka s trhnutím oživne a působí sice nejprve zmateně a neobratně - zřejmě v důsledku svého dřevěného původu - brzy však začne chovat se i hovořit jako skutečný člověk.
Nikoli však zcela podle Korneliových představ. Loutka si nejprve od otce a syna vyžádá přípravu hojného pokrmu a poté jim předvede názorné ukázky svého nejen lidského, ale přímo ďábelského temperamentu. Když nakonec vyčerpaného nápadníka a tchána opustí a odejde do svého kabinetu, konají Kornelius a Benjamin válečnou poradu. Kornelius se po krátkém váhání rozhodne své dílo s kladivem v ruce zničit. Jindřichovi-Mefistovi se jej podaří zdržet natolik, že se Berta stihne převléci a nastražit zpět loutku, pak Kornelius své předsevzetí splní.
Jindřich se vrací ve své vlastní podobě a "přiznává" se Korneliovi, že z nepozornosti porouchal mechanismus loutky a byl nucen ji nahradit živým děvčetem z městečka. Kornelius je zděšen: už se vidí odsouzen za vraždu. Přesvědčuje tedy Jindřicha, aby ihned odešel na tovaryšský vandr, a do závdavku mu nabízí deset tisíc tolarů (které je ostatně Jindřichovi z jeho dědictví dlužen). Jindřich přirozeně přijímá. Kdo ale bude nyní Korneliovi tovaryšit? Jindřich hodlá vyřešit i tento problém: co když se náhodou dotyčné dívce podařilo utéci a újma postihla skutečně jen dřevěnou loutku? Po bližším ohledání Kornelius radostně zjistí, že tomu je skutečně tak, a s celkovou výslednou situací se nakonec také více méně smíří. Za zmíněné peníze pak Jindřich a Berta uspořádají svatbu.

## Nahrávky
Existuje zatím jediná nahrávka Norimberské loutky z roku 1951, v německém překladu (Die Nürnberger Puppe). Zpívají (Cornelius:) Walter Berry, (Benjamin:) Friedrich Berger, (Heinrich:) Franz Fuchs, (Berta:) Elisabeth Roon. Grosses Wiener Rundfunkorchester diriguje Kurt Tenner.
Vícekrát byla nahrána předehra (Richard Bonynge, Pierre Verany).